# Ernest Borgnine
Ermes Effron Borgnino, més conegut com a Ernest Borgnine (Hamden, Connecticut, 24 de gener de 1917 − Los Angeles, Califòrnia, 8 de juliol de 2012) fou un actor de cinema i televisió estatunidenc la carrera del qual durà més de sis dècades. Guanyà l'Oscar al millor actor l'any 1955 per la pel·lícula Marty i fou nominat als Emmy per la seva participació en la sèrie ER l'any 2009.

## Biografia
Ermes Effron Borgnino neix en la modesta família d'immigrants italians formada per Carlo Borgnino i Anna Boselli, procedents de Mòdena (Itàlia). Els seus pares es van divorciar i va tornar amb la seva mare de nou a Itàlia quan tenia només dos anys d'edad. Però als cinc, Ermes va tornar a Hamden, Connecticut, a causa de la situació sociopolítica que vivia Itàlia després de la Primera Guerra Mundial. Es va graduar en la James Hillhouse High School a New Haven, Connecticut.
El 1935, Borgnine es va allistar en la marina dels Estats Units i, encara que es va desvincular d'ella, va tornar el 1941 per servir al país en la Segona Guerra Mundial fins a 1945.
Després de deu anys de deambular sense ofici, va ser la seva mare que li va suggerir provar amb la interpretació, ja que Ernest tenia una forta personalitat. Borgnine entra en la Randall School de Drama de Hartford (Connecticut). Després de graduar-se, és contractat pel Barter Theatre d'Abingdon (Virgínia). El 1949, debuta a Broadway amb un paper d'infermer a l'obra Harvey.
El 1952, es trasllada a Los Angeles, Califòrnia, per provar sort en el cinema, però va fer el seu debut en una sèrie televisiva anomenada Captain Video and his Video Rangers. Al cap de poc temps, li ofereixen un paper important a D'aquí a l'eternitat on interpreta el cruel sergent "Fatso" Judson, que mata a Maggio (personatge encarnat per Frank Sinatra). Poc després, també entraria en el repartiment d'altres grans clàssics com Johnny Guitar, Veracruz (amb Gary Cooper, Burt Lancaster, Sara Montiel i altres) i Conspiració de silenci.
Borgnine, des d'aleshores, destacaria com a actor secundari convertint-se en una celebritat del cinema clàssic.
La principal característica de Borgnine era que a través de la seva massiva, forta i brusca presència física irradiava torrents d'emocions d'una gran credibilitat.
Seria molt apreciat pels directors Robert Aldrich i Richard Fleischer.
El 1955, Borgnine protagonitza Marty, versió d'una sèrie de televisió, per la qual guanya l'Oscar al millor actor. A partir d'aleshores, la cara de Borgnine és habitual en moltes pel·lícules en què participa com a actor secundari.
Així, l'enorme llista de Borgnine en aquesta època inclou The Catered Affair, al costat de Bette Davis (1956) ;The Vikings; El vol del Fènix; Els dotze del patíbul; Grup salvatge i The Black Hole.
Paral·lelament, de 1962 fins a 1966 va protagonitzar la popular sit-com McHale's Navy, pel que rep una nominació al premi Emmy com a millor actor de comèdia el 1963 i de la qual també va filmar dues versions cinematogràfiques amb el mateiz títol, el 1964 i el 1997. Posteriorment, Borgnine torna a la televisió amb la sèrie d'acció Airwolf (1984 a 1986). El 1967 realitza una incursió al teatre, protagonitzant juntament amb Don Rickles, la comèdia The Odd Couple, de Neil Simon.
El 1972, protagonitza el decadent i irritable detectiu Mike Romo a L'aventura del Posidó, on destaca per la gran credibilitat del seu personatge.
El 1977, Ernest Borgnine és acceptat per Franco Zeffirelli per actuar com l'únic centurió romà que es relaciona amb Jesucrist a la clàssica pel·lícula Jesús de Natzaret paper que exerceix amb gran emotivitat.
Per la seva contribució al món del cinema, Ernest Borgnine va rebre una estrella al Passeig de la fama de Hollywood situada en el 6324 de Hollywood Boulevard. El 1996, Borgnine va viatjar per tots els Estats Units per trobar-se amb els seus fans. El viatge va ser gravat i editat sota el nom d'Ernest Borgnine on the Bus. Quan no estava treballant en alguna pel·lícula, Borgnine es mantenia summament actiu realitzant obres de caritat o organitzant actes de beneficència pels Estats Units.
Des de 1999, Borgnine va posar la seva veu a la sèrie de Bob Esponja i fins i tot ha aparegut en un episodi de Els Simpson fent d'ell mateix.
El 2010, Ernest va participar en el film d'acció Red: Bruce Willis, John Malkovich, Morgan Freeman, Helen Mirren… Borgnine ha actuat en dos projectes més, anomenats Snatched i The Genesis Code.
El 2011, Ernest Borgnine va ser homenatjat amb un reconeixement a la seva trajectòria, rebent un Premi del Sindicat d'Actors.
Ernest Borgnine va patir una insuficiència renal i va ser ingressat a l'hospital Cedars-Sinai Medical Center, a Califòrnia, morint el 8 de juliol de 2012.

## Filmografia
- China Corsair (1951), de Ray Nazarro.
- La banda (The Mob) (1951), de Robert Parrish.
- The Whistle at Eaton Falls (1951), de Robert Siodmak.
- D'aquí a l'eternitat (From Here to Eternity) (1953), de Fred Zinnemann.
- El foraster duia una pistola (The Stranger Wore a Gun) (1953), de André de Toth.
- Johnny Guitar (1954), de Nicholas Ray.
- Demetri i els gladiadors (Demetrius and the Gladiators) (1954), de Delmer Daves.
- El caça-recompenses (The Bounty Hunter) (1954), de André de Toth.
- Vera Cruz (1954), de Robert Aldrich.
- Conspiració de silenci (Bad Day at Black Rock) (1955), de John Sturges.
- Marty (1955), de Delbert Mann.
- Busca el teu refugi (Run for Cover) (1955), de Nicholas Ray.
- Violent Saturday (1955), de Richard Fleischer.
- The Last Command (1955), de Frank Lloyd.
- The Square Jungle (1955), de Jerry Hopper.
- Jubal (1956), de Delmer Daves.
- The Catered Affair (1956), de Richard Brooks.
- The Best Things in Life Are Free (1956), de Michael Curtiz.
- These Brave Men (1957), de Philip Dunne.
- The Vikings (1958), de Richard Fleischer.
- Arizona, presó federal (The Badlanders) (1958), de Delmer Daves.
- Torpedo Run (1958), de Joseph Pevney.
- The Rabbit Trap (1959), de Philip Leacock.
- Man on a String (1960), de André de Toth.
- Pay or Die (1960), de Richard Wilson.
- Black City (1961), de Duilio Coletti.
- The Italian Brigands (1961), de Mario Camerini.
- Go Naked in the World (1961), de Ranald MacDougall.
- Il Giudizio Universale/The Last Judgement  (1961), de Vittorio De Sica.
- Barabbas (1962), de Richard Fleischer.
- El vol del fènix (The Flight of the Phoenix) (1965), de Robert Aldrich.
- McHale's Navy (TV)
- Els dotze del patíbul (The Dirty Dozen) (1967), de Robert Aldrich.
- Chuka (1967), de Gordon Douglas.
- The Man Who Makes the Difference (1968) (cortmetratge)
- La llegenda de Lylah Clare (The Legend of Lylah Clare) (1968), de Robert Aldrich.
- Estació polar Zebra (Ice Station Zebra) (1968), de John Sturges.
- The Split (1968), de Gordon Flemyng.
- Grup salvatge (The Wild Bunch) (1969), de Sam Peckinpah.
- A Bullet for Sandoval (1969), de Julio Buchs.
- The Adventurers (1970), de Lewis Gilbert.
- Suppose They Gave a War and Nobody Came? (1970), de Hy Averback.
- L'Uomo dalla pelle dura/Ripped Off (1971), de Franco Prosperi.
- Willard (1971), de Daniel Mann.
- Hannie Caulder (1971), de Gerd Oswald.
- Hannie Caulder (1971), de Burt Kennedy.
- Bunny O'Hare (1971), de Gerd Oswald.
- The World of Sport Fishing (1972) (documental)
- Film Portrait (1972) (documental), de Jerome Hill.
- The Revengers (1972), de Daniel Mann.
- L'aventura del Posidó (The Poseidon Adventure) (1972), de Ronald Neame.
- L'emperador del nord (Emperor of the North Pole) (1973), de Robert Aldrich.
- The Neptune Factor (1973), de Daniel Petrie.
- Law and Disorder (1974), d'Ivan Passer.
- Vengeance Is Mine (1974), de John Trent.
- The Devil's Rain (1975), de Robert Fuest.
- Hustle (1975), de Robert Aldrich.
- Cites d'amor (Natale in casa d'appuntamento) (1976)
- Shoot (1976), de Harvey Hart.
- La història de Cassius Clay (The Greatest) (1977), de Tom Gries.
- Fire!, de Earl Bellamy.
- Jesus of Nazareth (1977), de Franco Zeffirelli.
- El príncep i el captaire (Crossed Swords) (1978), de Richard Fleischer.
- Comboi (Convoy) (1978), de Sam Peckinpah.
- The Ghost of Flight 401 (1978), de Steven Hilliard Stern.
- Ravagers (1979), de Richard Compton.
- The Double McGuffin (1979), de Joe Camp.
- Res de nou al front de l'oest (All Quiet on the Western Front) (1979), de Delbert Mann.
- The Black Hole (1979), de Gary Nelson.
- When Time Ran Out... (1980), de James Goldstone.
- Super Fuzz (1980), de Sergio Corbucci.
- High Risk (1981), de Stewart Raffill.
- Fuga de Nova York (Escape from New York) (1981), de John Carpenter.
- Deadly Blessing (1981), de Wes Craven.
- Young Warriors (1983), de Lawrence D. Foldes.
- Code Name: Wild Geese (1984), d'Antonio Margheriti.
- The Manhunt (1985), de Fabrizio De Angelis.
- Els dotze del patíbul: Una altra missió (The Dirty Dozen: The Next Mission) (1985)
- Skeleton Coast (1987), de John Cardos.
- The Opponent (1987), de Sergio Martino.
- Els dotze del patíbul: Missió mortal (The Dirty Dozen: The Deadly Mission) (1987)
- The Big Turnaround (1988), de Joe Cranston.
- Moving Target (1988), de Marius Mattei.
- Any Man's Death (1988), de Tom Clegg.
- Spike of Bensonhurst (1988), de Paul Morrissey.
- Real Men Don't Eat Gummi Bears (1989), de Walter Bannert.
- The Last Match (1990), de Fabrizio De Angelis.
- Tides of War (1990), de Neil Rossati.
- Missió Làser (Laser Mission) (1990), de Beau Davis.
- Mistress (1992), de Barry Primus.
- The Outlaws: Legend of O.B. Taggart (1994), de Rupert Hitzig.
- Captiva Island (1995), de John Biffar.
- Merlin's Shop of Mystical Wonders (1996), de Kenneth J. Berton.
- Tots els gossos van al cel 2 (All Dogs Go To Heaven 2) (1996) (veu), de Paul Sebella i Larry Leker.
- Ernest Borgnine On the Bus (1997) (documental)
- McHale's Navy (1997), de Bryan Spicer.
- Gattaca (1997), de Andrew Niccol.
- 12 Bucks (1998), de Wayne Isham.
- Small Soldiers (1998) (veu), de Joe Dante.
- BASEketball (1998), de David Zucker.
- Mel (1998), de Joey Travolta.
- The Last Great Ride (1999), de Ralph Portillo.
- Abilene (1999), de Joe Camp.
- The Lost Treasure of Sawtooth Island (1999)
- The Kiss of Debt (2000)
- Castlerock (2000)
- Hoover (2000) (alhora productor executiu)
- Whiplash (2002)
- 11'9"01 September 11 (2002) (documental)
- Rail Kings (2002)
- Barn Red (2003)
- The American Hobo (2003) (narrador del documental)
- The Long Ride Home (2003)
- Blueberry: L'experiència secreta (Blueberry : L'expérience secrète) (2004), de Jan Kounen.
- 3 Below (2005)
- Rail Kings (2005)
- Chinaman's Chance (2006)
- The Bodyguard's Cure (2006)
- Red (2010)

## Premis i nominacions

### Premis
- 1956. Oscar al millor actor per Marty
- 1956. Globus d'Or al millor actor dramàtic per Marty
- 1956. BAFTA al millor actor estranger per Marty

### Nominacions
- 1963. Primetime Emmy al millor actor en sèrie per McHale's Navy
- 1980. Primetime Emmy al millor actor secundari en sèrie o especial per Hallmark Hall of Fame
- 2008. Globus d'Or al millor actor en minisèrie o telefilm per A Grandpa for Christmas
- 2009. Primetime Emmy al millor actor convidat en sèrie dramàtica per ER